# 사우전드 제도

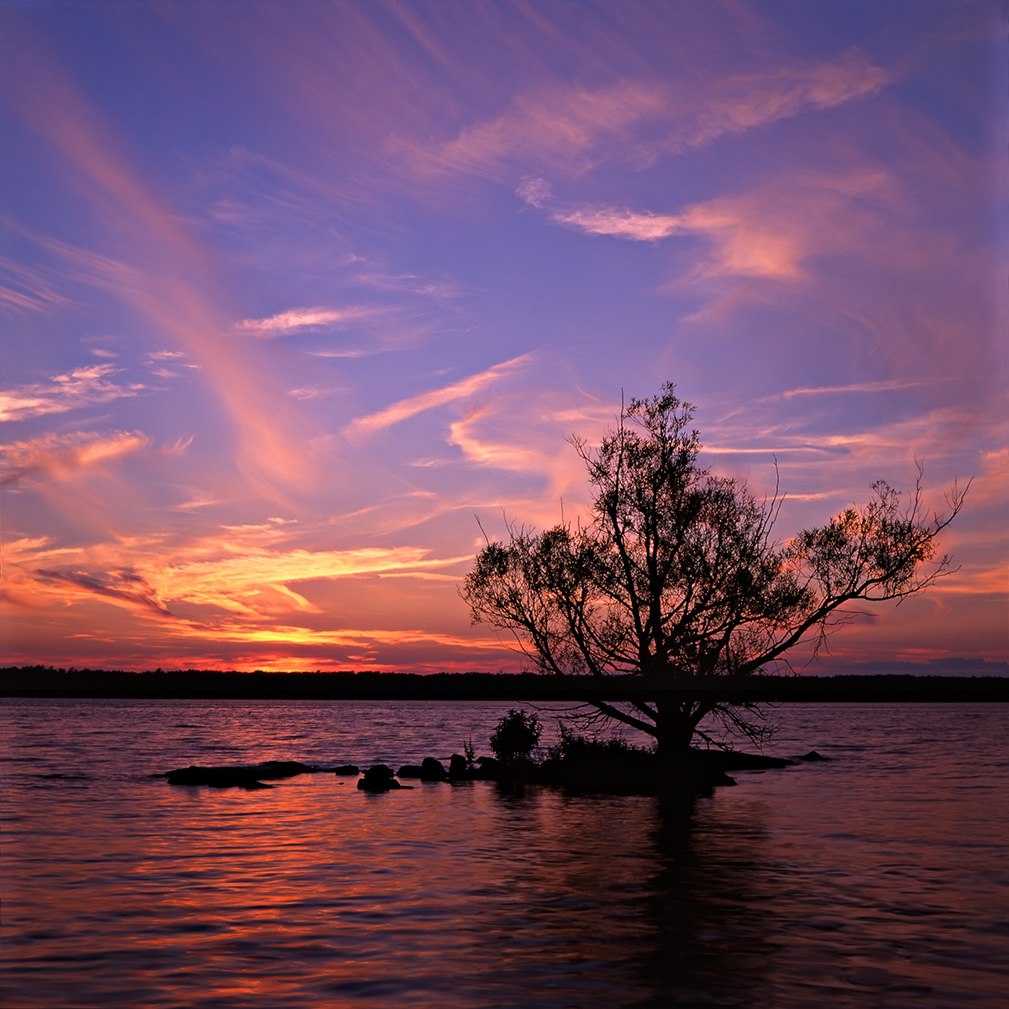
사우전드 제도

사우전드 제도( - 諸島, 영어: Thousand Islands, 프랑스어: Archipel des Mille-Îles)는 온타리오호의 북쪽 끝에서 그 하류의 세인트로렌스강에 걸쳐있는 1,800개 이상의 섬으로 이루어진 제도이다. 섬 사이에 미국과 캐나다의 국경선이 지나가고 있으며 미국 측의 섬은 뉴욕주, 캐나다 측의 섬은 온타리오주에 속한다. 캐나다의 섬 중 약 20개의 섬과 강 건너 육지의 일부는 사우전드 제도 국립공원으로 지정되어있다. 미국 캐나다 네덜란드 사람들이 거주하고있거나 별장으로 아름다운 또는 개성있는 집들이 작은 섬마다 하나씩 가지고 있다

## 같이 보기
- 업스테이트 (뉴욕주)